# Nearctaphis kachena
Nearctaphis kachena är en insektsart som först beskrevs av Hottes 1934.  Nearctaphis kachena ingår i släktet Nearctaphis och familjen långrörsbladlöss. Inga underarter finns listade i Catalogue of Life.